# La Pandiella
La Pandiella es una casería española de la parroquia de Escoredo, perteneciente al municipio de Pravia, en la comunidad autónoma de Asturias.

## Historia
Hacia mediados del siglo XIX, el lugar, ya por entonces perteneciente a la parroquia de Escoredo del municipio de Pravia, tenía contabilizada una población de 43 habitantes. Aparece descrito en el duodécimo volumen del Diccionario geográfico-estadístico-histórico de España y sus posesiones de Ultramar de Pascual Madoz con las siguientes palabras:

PANDIELLA (la): l. en la prov. de Oviedo, ayunt. de Pravia y felig. de Santiago de Escoredo: sit. en el térm. de las Outedas en un llano á la vertiente de la altura de Escoredo sobre el r. Aranguin, entre este pueblo y Villarigan; su terreno es fértil y de buena calidad. prod.: escanda, maiz, habas, patatas, castañas y demas frutos. pobl.: 11 vec., 43 almas.
(Madoz, 1849, p. 670)

En 2023, la entidad singular de población de La Pandiella tenía empadronados 9 habitantes, todos ellos diseminados.